# Eugène Canu
Pour les articles homonymes, voir Canu.
Eugène Canu est un biologiste marin et homme politique français né le 11 septembre 1864 à Trith-Saint-Léger (Nord) et mort le 6 janvier 1952 à Boulogne-sur-Mer (Pas-de-Calais).

## Biographie
Après une licence obtenu en 1883 à l’université de Lille, il commence vers 1884 des études sur les copépodes à la station marine de Wimeureux  sous la direction d' Alfred Giard. Il travaille principalement à Wimereux mais également à Lille puis à Paris à partir de 1888. Il soutient une thèse intitulée Copépodes du boulonnais, morphologie, embryologie, taxonomie et publie de nombreux articles scientifiques.
À partir de 1891, il travaille à  la station aquicole, inaugurée en 1883 par Henri Émile Sauvage, de Boulogne-sur-mer dans le Pas-de-Calais. Il est directeur de la station aquicole de 1894 à 1902. Armateur à Boulogne-sur-Mer en 1903, il est président du syndicat des armateurs et membre du comité consultatif des pêches maritimes. 
Conseiller municipal de Boulogne-sur-Mer en 1900,  il est conseiller d'arrondissement en 1908, conseiller général en 1912 et président du conseil général du Pas-de-Calais de 1928 à 1934. Il est député du Pas-de-Calais de 1928 à 1932, inscrit au groupe radical-socialiste  puis maire de Boulogne-sur-mer de 1935 à 1940.

## Distinctions
- Officier de la Légion d'honneur
- Officier de l'ordre du Mérite maritime

## Publications scientifiques
- Canu E., 1888. Les Copépodes libres marins du Boulonnais. Doin.
- Canu E., 1892. Les Copépodes du Boulonnais: Morphologie, embryologie, Taxonomie. Thèse présentée à la faculté des sciences des Paris[2].
- Canu E., 1893. Un Copépode ascomyzontide sur une algue pélagique. Annales de la Station Aquicole de Boulogne-sur-Mer.
- Canu E., 1894. Notes de biologie marine, fauniques ou éthologiques. Station aquicole.
- Canu E., Gadeau de Kerville H., 1898. Note sur les Copépodes et les Ostracodes marins des côtes de Normandie. Recherches sur les faunes
- Canu E., 1899. Sur Lichomolgus trochi, nov. sp, copépode nouveau parasite d'un mollusque

## Sources
- « Eugène Canu », dans le Dictionnaire des parlementaires français (1889-1940), sous la direction de Jean Jolly, PUF, 1960 [détail de l’édition]